# Martino Longhi, o Velho

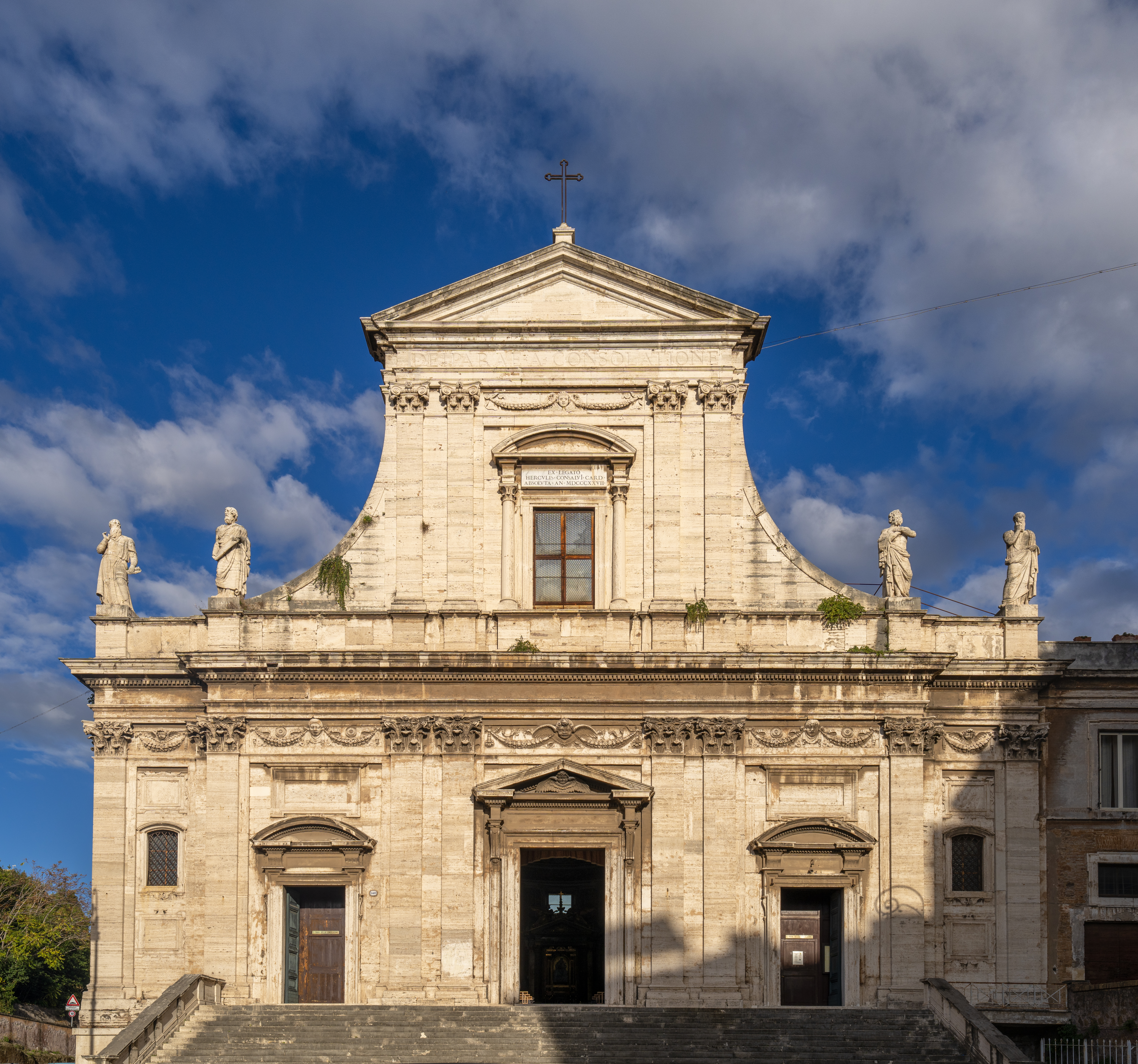
Santa Maria della Consolazione, de Martino Longhi, o Velho.

Martino Longhi, o Velho (1534–1591 (57 anos)) foi um pintor e arquiteto italiano, pai de Onorio Longhi e avô de Martino Longhi, o Jovem. É conhecido também como Martino Lunghi.

## História
Martino nasceu em Viggiù numa família de arquitetos e trabalhou primeiro na Alemanha par a família Altemps, que eram parentes dos Borromeo de Milão. Posteriormente, foi empregado pelo papa Pio IV para trabalhar com Giorgio Vasari e Jacopo Barozzi da Vignola na igreja de Santa Croce in Bosco Marengo, a cidade-natal do papa (1566-72).
Longhi mudou-se para Roma em 1569 e trabalhou no Palazzo Altemps, Palazzo Borghese (o pátio, provavelmente inspirado pelos módulos de Pellegrino Tibaldi) e projetou as igrejas de Santa Maria della Consolazione e San Girolamo degli Schiavoni. É dele também a torre do Palazzo Senatorio, no Monte Capitolino, um projeto no qual ele adaptou um original de Michelângelo.
Martino morreu em Roma em 1591.

## References
- Boni, Filippo de' (1852). Biografia degli artisti ovvero dizionario della vita and delle opere dei pittori, degli scultori, degli intagliatori, dei tipografi and dei musici di ogni nazione che fiorirono da'tempi più remoti sino á nostri giorni. Seconda Edizione. (em inglês). Venice; Googlebooks: Presso Andrea Santini and Figlio. p. 589